# Asparagus yanyuanensis
Asparagus yanyuanensis är en sparrisväxtart som beskrevs av Sing Chi Chen. Asparagus yanyuanensis ingår i släktet sparrisar, och familjen sparrisväxter. Inga underarter finns listade i Catalogue of Life.